# CIAL

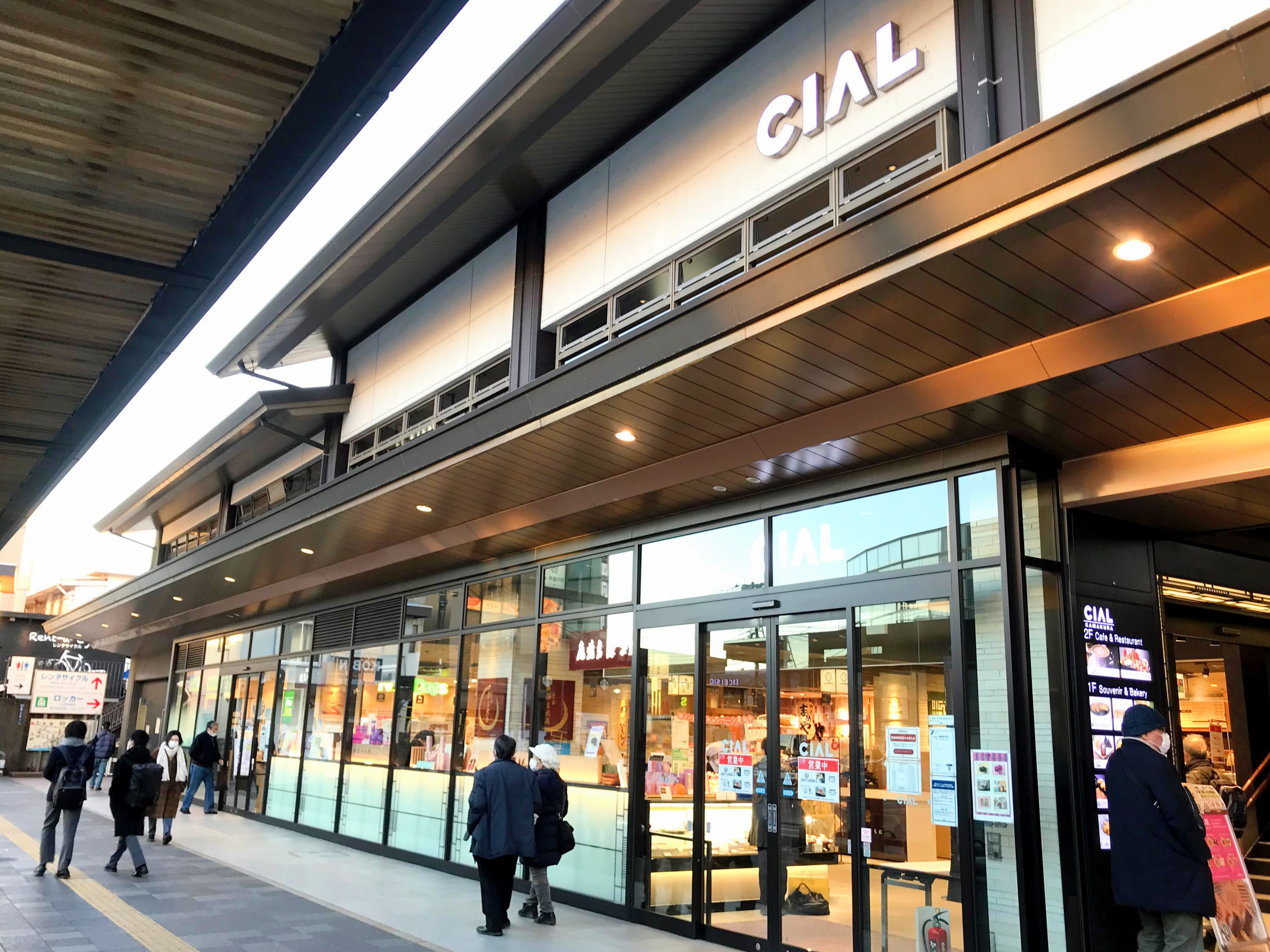
CIAL鎌倉

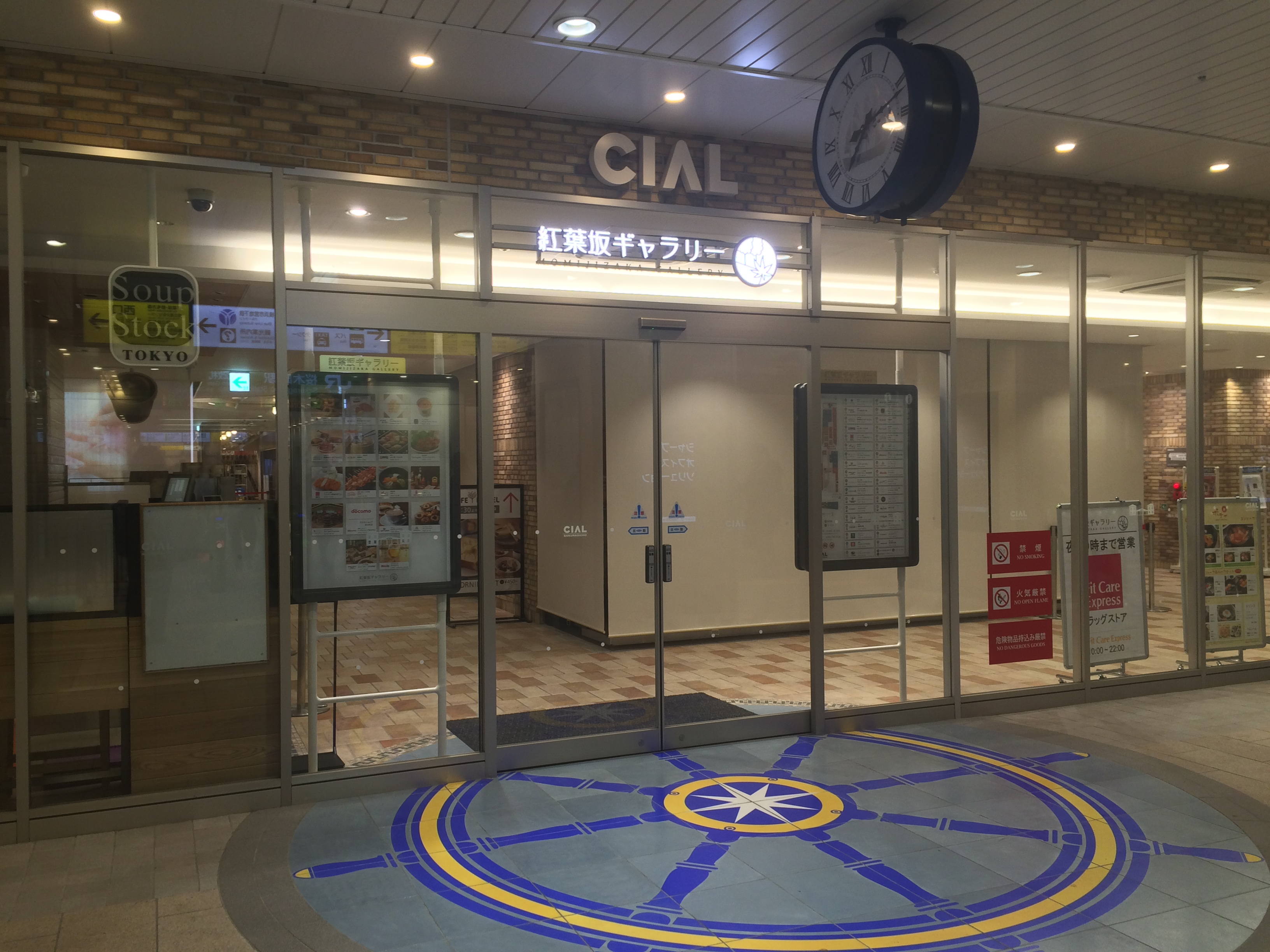
CIAL桜木町「紅葉坂ギャラリー」

CIAL（シァル）は、JR東日本グループのJR横浜湘南シティクリエイトが、神奈川県内の駅ビル・駅ナカで展開する商業施設の店舗ブランドである。
本項では、2011年まであった横浜駅の駅ビル「横浜ステーションビル」で営業していた旧店舗の「横浜CIAL」、2020年にJR横浜タワーおよび別館のJR横浜鶴屋町ビルに開業した新店舗の「CIAL横浜」と「CIAL横浜 ANNEX」についても詳述する。なお、その他のCIALについては後節の#商業施設一覧を参照のこと。

## 概要
相模鉄道の主導で1950年代から行われた横浜駅西口開発計画により建設された、国鉄横浜駅西口駅舎「横浜ステーションビル」のキーテナントとして、1962年に開業した。施設名は1982年の全面改装時より「シァル」、のち「横浜CIAL」の名称を使用した。
当時の運営会社の横浜ステーシヨンビルは相鉄グループの企業であったが、2004年12月に相鉄ホールディングスが保有株式を東日本旅客鉄道に譲渡したためJR東日本グループの企業となった。そして2024年4月1日に湘南ステーションビル（現・JR横浜湘南シティクリエイト）に吸収された。当時は相鉄グループの企業であったこともあり、ビルの周囲には同グループの相鉄ビルマネジメントが管理する相鉄ジョイナス、およびのちに相鉄ジョイナスに統合された横浜駅西口地下街「ザ・ダイヤモンド」が隣接していた。
横浜駅周辺の再開発計画（よこはまエキサイト22）により2011年3月、「横浜CIAL」が閉館。その後、再開発により建設された同駅西口新駅舎「JR横浜タワー」および別館の「JR横浜鶴屋町ビル」内に2020年6月、「CIAL横浜」と「CIAL横浜 ANNEX」がそれぞれ開業した。
なお、横浜駅東口にはJR東日本グループのルミネ横浜があるが、再開発が本格化する前の横浜CIAL跡地で、2014年2月より「ルミネ横浜 西口ルミネ」として期間限定営業を行っていた。
一方、2009年には「CIAL PLAT 東神奈川」が開業、さらに前述の旧・横浜CIAL閉館後の2012年に「CIAL鶴見」、2014年に「CIAL桜木町」、2017年に「CIAL鎌倉」が開業するなど、CIALを冠した駅ビル・駅ナカの商業施設が神奈川県内で展開されている（詳細は#商業施設一覧を参照）。

## 商業施設一覧
- 横浜CIAL - 旧横浜駅西口駅舎「横浜ステーションビル」にあった商業施設。詳細は後節の#横浜CIALを参照。
- CIAL PLAT 東神奈川 - 東神奈川駅東口の駅ビルにある商業施設[5]。2009年10月7日開業[6]。詳細は当該項目を参照。
- CIAL鶴見 - 鶴見駅東口の駅ビルにある商業施設[7][8][9]。2012年11月1日開業[10][11][12]。つるみカミンの跡地に建設された。詳細は当該項目を参照。
- CIAL桜木町 - JR桜木町駅併設の商業施設[13]。駅改良工事により[13][14][15]、根岸線高架下に開設された。2014年7月16日開業[14][15][16]。詳細は当該項目を参照。
  - 駅南側に整備されたJR桜木町ビル低層部には、「CIAL桜木町 ANNEX」も2020年6月27日に開業[17]。青梅鉄道公園から移設された蒸気機関車の110号などを展示したミニ資料館「旧横ギャラリー」も設置されている[18]。
- CIAL鎌倉 - 鎌倉駅東口の駅ビルにある商業施設[19]。2017年3月22日開業[19]。
- CIAL横浜 - 横浜駅西口駅舎「JR横浜タワー」にある商業施設。至近のJR横浜鶴屋町ビルには「CIAL横浜 ANNEX」も開業。詳細は後節の#CIAL横浜を参照。
- その他の施設
  - 上記の他に小規模な駅併設テナントビルとして、CIAL保土ケ谷[20]、CIAL菊名[21]がある。
  - また同社では、CIAL以外にも小規模な駅併設テナントビルとして「エキスト鹿島田[22]」、「プチール港南台[23]を運営している。

## 横浜CIAL

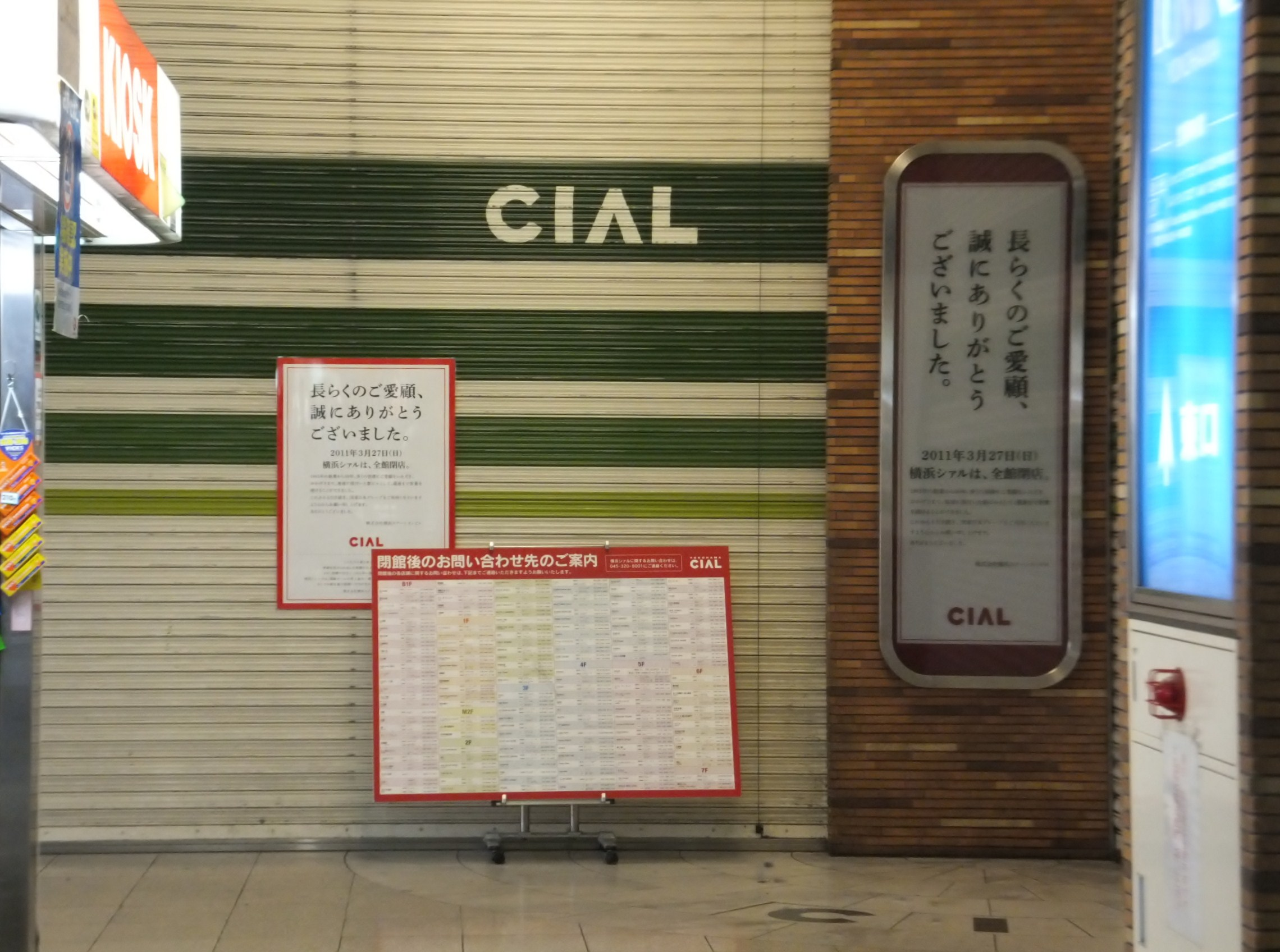
閉館後の横浜CIAL

横浜CIAL（よこはまシァル）は、神奈川県横浜市西区にかつて存在した横浜駅西口の駅ビル「横浜ステーションビル」にあった商業施設。単に「CIAL（シァル）」とも。CIAL創業の地である。他の駅に系列の施設ができるまでは、単に「シァル」(CIAL) と表記されていた。運営会社の横浜ステーシヨンビルの本社所在地でもあった。
1962年（昭和37年）、民衆駅として横浜駅西口駅舎「横浜ステーションビル」（地下2階・地上7階建て、延床面積2万3,942 m2）が竣工。同年11月23日、商業施設170店舗（179店舗とも）で開業した。ボウリング場「横浜駅ビルボール」、相高横浜駅店（相鉄ローゼンの前身）などが出店。開業時には「シァル」の名称はなく、屋上にあった花時計にちなみ「花の駅ビル」とも呼ばれていた。
その後、1982年（昭和57年）11月の全面改装時よりカタカナ表記の「シァル」の使用を開始し、1990年代からアルファベット表記のロゴ「CIAL」(AはΛ (ラムダ)表記、Iは上に点、のち、点はなし)、その後ほかの駅に系列の施設が開業してからは区別のため「横浜CIAL」の表記も使用するようになった。
2010年（平成22年）8月には横浜駅周辺大改造計画「よこはまエキサイト22」の中心的プロジェクトとして、横浜ステーションビルを建て替えて26階建ての高層駅ビルを建設する計画が公表された。
この計画により、横浜CIALは2011年（平成23年）3月27日17時をもって全館閉店。1962年の開業から約50年の歴史に幕を下ろした。
同年4月には閉館とCIAL50周年を記念し、株式会社横浜ステーシヨンビルにより写真集『横浜CIAL 50周年記念写真集 横浜駅西口STORY』が刊行された（神奈川新聞社出版部）。これは市民から募集した横浜駅西口周辺の50年間の写真をまとめたもので、蒸気機関車が走行する写真など73点の写真が寄せられた。横浜開港資料館に10冊が寄贈され、同館館長は「歴史的に貴重な写真が掲載されており、閲覧コーナーなどに置きたい」と語った。
横浜CIALの閉館後、横浜ステーションビルは2013年に解体された。跡地は隣接する横浜エクセルホテル東急（2011年閉館、2012年解体）の跡地と一体的に再開発が進められ、新駅ビルは2020年に開催予定であった東京オリンピック開幕前の完成を目指して工事が進められた。2018年には新駅ビルの名称が決定し、商業施設「CIAL横浜」の開業も発表された。
計画通り2020年（令和2年）に再開発ビル「JR横浜タワー」および「JR横浜鶴屋町ビル」が竣工し、「CIAL横浜」「CIAL横浜 ANNEX」がそれぞれ開業（#CIAL横浜を参照）したことにより、横浜駅西口においてもCIALの名称が復活した。

### 横浜CIAL閉館時のフロア構成
以下は閉館時（2011年3月27日時点）のフロア構成である。
- 7階：シァルダイニング（ニューホッペン）
- 6階：シァルダイニング（レストラン街）※旧 ボウリング場
- 5階：喫茶店、雑貨店、化粧品店、ドコモショップ
- 4階：レディースウェア店、雑貨店、靴・カバン店、他
- 3階：レディースウェア店、雑貨店、他
- 2階：レディースウェア店、雑貨店、他
  - 東急東横線横浜駅が高架駅であった頃は、渋谷方面のプラットホームをつなぐ改札（シァル口）があった。改札口閉鎖後はバックヤードとなっていた。
- 中2階：外貨両替、占い
- 1階：ビームス、薬局、喫茶店、雑貨店、他
- 地下1階：シァルフードプラザ（食料品店街）

### 沿革
本節では店舗の歴史について記述する。運営企業の歴史については「横浜ステーシヨンビル#沿革」を参照。横浜駅西口の歴史については「横浜駅#横浜駅周辺開発の歴史」を参照。
- 1962年11月23日 - 民衆駅として横浜駅西口駅舎「横浜ステーションビル」が開業[24][26]。
  - ビル内のボウリング場「横浜駅ビルボール」[27]は、相鉄興業と横浜ステーシヨンビルの共同出資で設立された「株式会社横浜ボーリングセンター」が運営。同社は後に相鉄ボール株式会社に社名変更し、さらにボウリング場の廃業に伴い1979年7月1日、株式会社相栄に社名変更した。その後、社名変更を経て、相鉄ローゼン株式会社に吸収された。
  - そのほか、相高横浜駅店（相鉄ローゼンの前身）[28]などが出店。開業時には「シァル」の名称はなく[24][26]、屋上にあった花時計にちなみ「花の駅ビル」とも呼ばれていた[24][26]。
- 1982年11月26日 - 全面改装を行い、施設名を「横浜ステーションビル」から「シァル」（当初はカタカナ表記のみ、のちにCIALとアルファベットでも表記）に改称[2]。
- 2011年3月27日 - 横浜CIAL（シァル）閉館[25]。
- 2013年 - 横浜CIALが入居していた横浜ステーションビルが解体される。
- 2014年2月 - 横浜CIAL跡地で「ルミネ横浜 西口ルミネ」が期間限定営業[4]。
- 2015年10月19日 -  横浜CIAL跡地に再開発ビル「横浜駅西口開発ビル（仮称）」を起工、安全祈願祭を執り行う[38]。
- 2020年6月18日 - 横浜CIAL・横浜エクセルホテル東急[39]跡地に建設されたJR横浜タワーに「CIAL横浜」が開業[36][40][37]。同日、JR横浜鶴屋町ビルに「CIAL横浜 ANNEX」が開業（一部店舗は6月27日開業）[36][40][37]。

## CIAL横浜

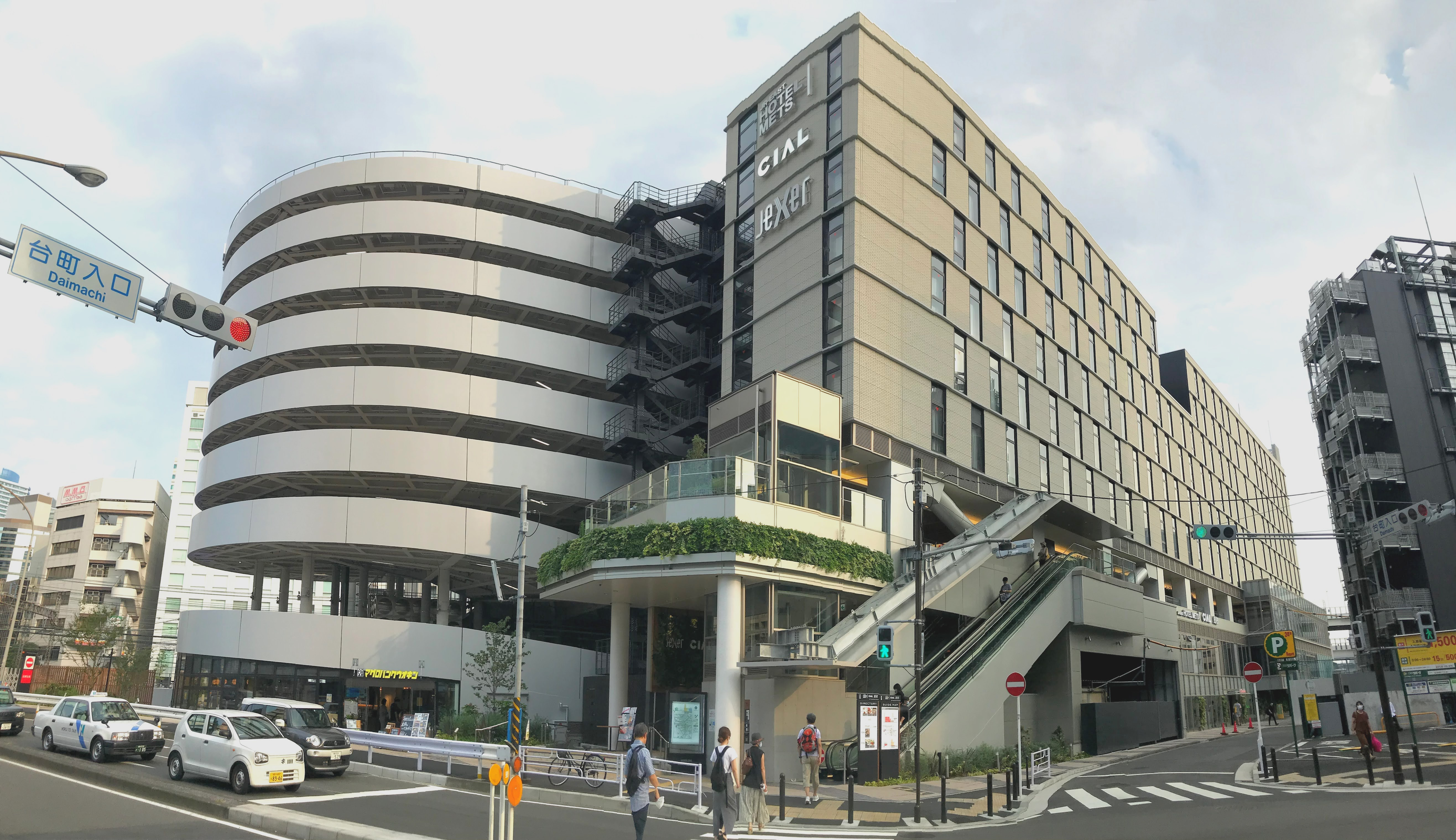
CIAL横浜 ANNEXが入居するJR横浜鶴屋町ビル

2020年（令和2年）6月開業。横浜CIALが入居していた横浜ステーションビルの跡地には、新しい駅ビルとしてJR横浜タワーが建設され、その核テナントの一つとして地下1階から地下3階に「CIAL横浜」が6月18日に出店した。また同日、JR横浜タワーの別館としてJR横浜鶴屋町ビルが建設され、その核テナントの一つとして1階から3階に「CIAL横浜 ANNEX（アネックス）」が出店した。さらに7月1日には、CIAL横浜の地下3階に飲食店街「バル＆キッチンエリア『ハマチカ』」が開業した。
当初の計画では、CIAL横浜（以下本館）が同年5月30日、CIAL横浜 ANNEX（以下別館）が同年6月5日のグランドオープンを予定していたが、新型コロナウイルス感染症拡大に伴う緊急事態宣言発令による影響で一斉開業が見送られ、6月18日から順次開業となった。
ストアコンセプトは「Pivot My Life～お客さまの“美味しい”と“楽しい”をひらく～」。pivot（ピボット）は英語で扇の要（かなめ）を意味し、横浜の玄関口として回遊の軸となり、ここから人々が様々な方向へ行き交う「横浜駅にひらく扇の要」のような存在を目指すとしている。
本館は「NEWoMan横浜」「T・ジョイ横浜」、別館はJR東日本ホテルメッツと同居する。単独の駅ビルであったかつての「横浜CIAL」時代と比べて、フロア構成は食品物販と飲食店舗のみとなり、CIALとしての規模は大幅に縮小されている。

### CIAL横浜の店舗概要
いずれも開業時点のもの。
CIAL横浜
- 2020年6月18日開業

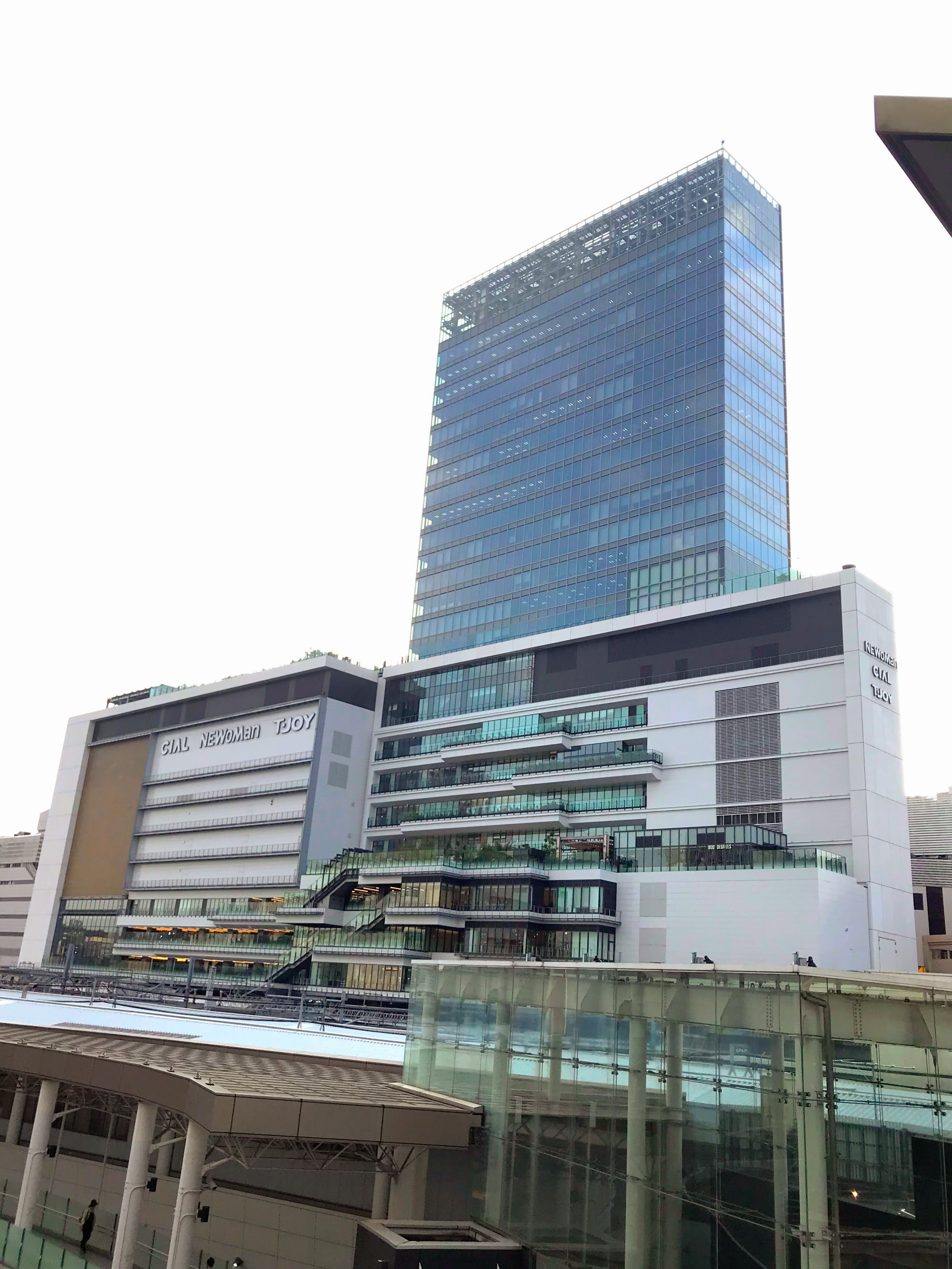
JR横浜タワー 地下1階 - 地下3階
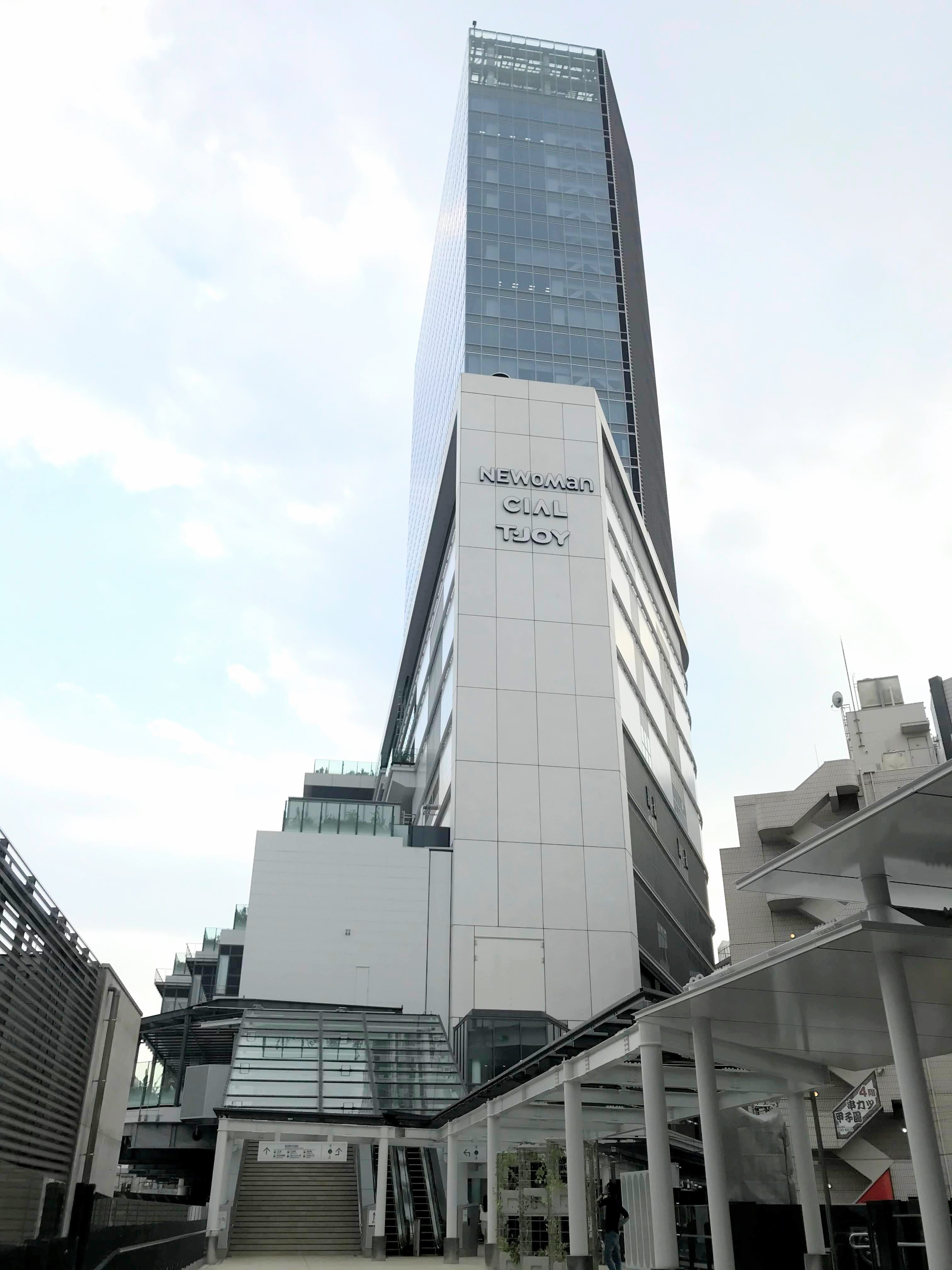
JR横浜タワー はまレールウォーク方面から

- 延床面積：約8,000 m2
- 店舗面積：約3,700 m2
- テナント数：61店舗
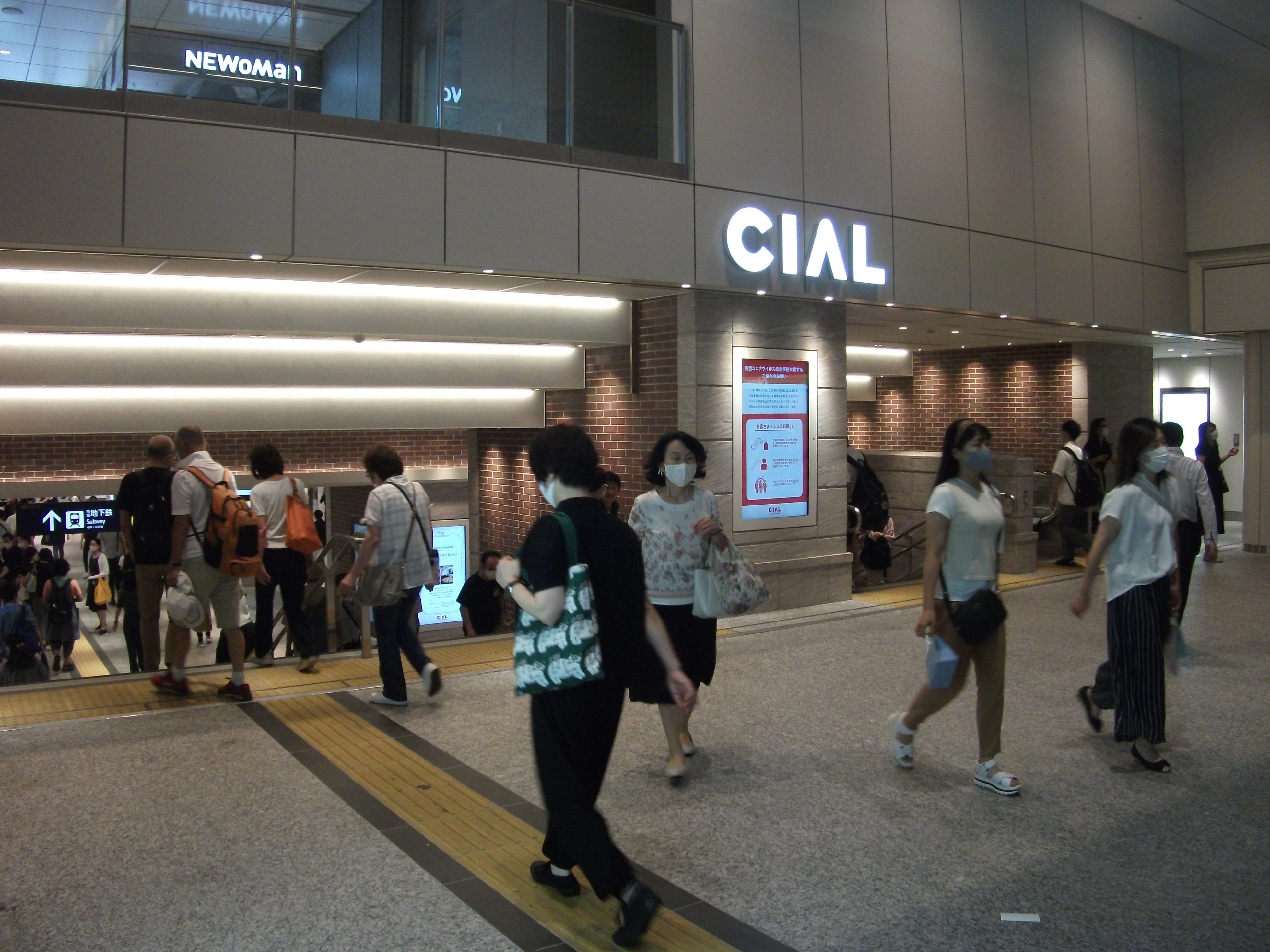
地下1階：スイーツ、ベーカリー、グロッサリー、カフェ、レストラン、フラワー
横浜の土産菓子「ハーバー」で知られるありあけが直営店「ありあけ本館　HARBOUR'S MOON」を出店[37]。
- 地下2階：フレッシュマーケット（生鮮食品・グロッサリー）、惣菜、スイーツ、カフェ、レストラン
横浜中華街の重慶飯店が中華惣菜店「重慶飯店 GIFT & DELI」を出店する[37]ほか、横浜市に本社を置く三本珈琲店、スーパーマーケットの紀ノ国屋などが出店。
- 地下3階：バル&キッチン「ハマチカ」（飲食店街、同年7月1日開業）

CIAL横浜 ANNEX
- 2020年6月18日開業
- JR横浜鶴屋町ビル 1階 - 3階
- 延床面積：約4,300 m2
- 店舗面積：約1,400 m2
- テナント数：6店舗
核店舗は食品スーパーの文化堂。飲食店4店舗のうち1店舗と酒店「三河屋」は同年6月27日開業。

ギャラリー
- JR横浜タワー
横浜駅きた東口方面から
- JR横浜タワー
はまレールウォーク方面から
- CIAL横浜の店舗ロゴ
JR横浜タワー地下1階の連絡通路